# Jacob Two Two Meets the Hooded Fang
Pour plus de détails, voir Fiche technique et Distribution.
Jacob Two Two Meets The Hooded Fang est un film américain, réalisé par George Bloomfield, et sorti en 1999. Il s'agit de l'adaptation cinématographique, du roman du même nom, par Mordecai Richler.

## Synopsis
Jacob Two-Two doit tout répéter deux fois, pour être entendu. Les nombres impairs ne sont pas son truc, si bien qu'on lui donne pour surnom "Deux-Deux". Un jour, il décide de se rendre à l'épicerie et d'acheter deux tomates afin de rendre service à ses parents mais à la suite d'un malentendu, l'employé de la boutique menace de le faire arrêter. Jacob s'enfuit du magasin mais il se cogne et se retrouve finalement au tribunal. Le juge le condamne à deux ans, deux mois, deux semaines et deux minutes, à la sinistre prison pour enfants qui se trouve à des centaines de kilomètres de la civilisation. Il s'agit d'un endroit sombre et sale, semblable à un donjon, où les enfants travaillent et sont emprisonnés dans des cellules. Jacob va y faire la connaissance de Monsieur Fish, mi poisson-mi humain, Miss Fowl, qui ressemble à un oiseau et le Hooded Fang lui-même. Avec l'aide de deux jeunes agents, Jacob a pour mission d'échapper à cette prison odieuse et de libérer tous les autres enfants emprisonnés.

## Fiche technique
- Titre original : Jacob Two Two Meets The Hooded Fang
- Réalisation : George Bloomfield
- Scénario : Tim Burns, adapté du roman de Mordecai Richler
- Montage : Gerald Packer
- Musique : Jono Grant
- Production : Greg Dummett, Christina Jennings
- Pays d'origine : Canada, États-Unis
- Format : Couleurs - 35 mm - 1,85:1 - Ultra Stereo
- Genre : Comédie, Fantastique
- Durée : 96 minutes
- Date de sortie : 08 Octobre 1999 (Canada)

## Distribution
- Jacob "Deux-Deux" : Max Morrow
- Monsieur Fish : Mark McKinney
- Miss Fowl : Miranda Richardson
- Le Hooded Fang: Gary Busey
- Le juge : Ice-T
- Monsieur Cooper : Maury Chaykin
- O'Toole : Joe Dinicol
- Marfa Shapiro : Alison Pill
- Shelly : Emma Bambrick
- Oscar : Jack Goldsbie
- Le père de Jacob : John Evans
- La mère de Jacob : Dixie Seatle
- Daniel : Shawn Roberts